# Poilhes
Poilhes – miejscowość i gmina we Francji, w regionie Oksytania, w departamencie Hérault.
Według danych na rok 1990 gminę zamieszkiwało 517 osób, a gęstość zaludnienia wynosiła 87 osób/km² (wśród 1545 gmin Langwedocji-Roussillon Poilhes plasuje się na 509. miejscu pod względem liczby ludności, natomiast pod względem powierzchni na miejscu 970.).